# Fischerschlössl

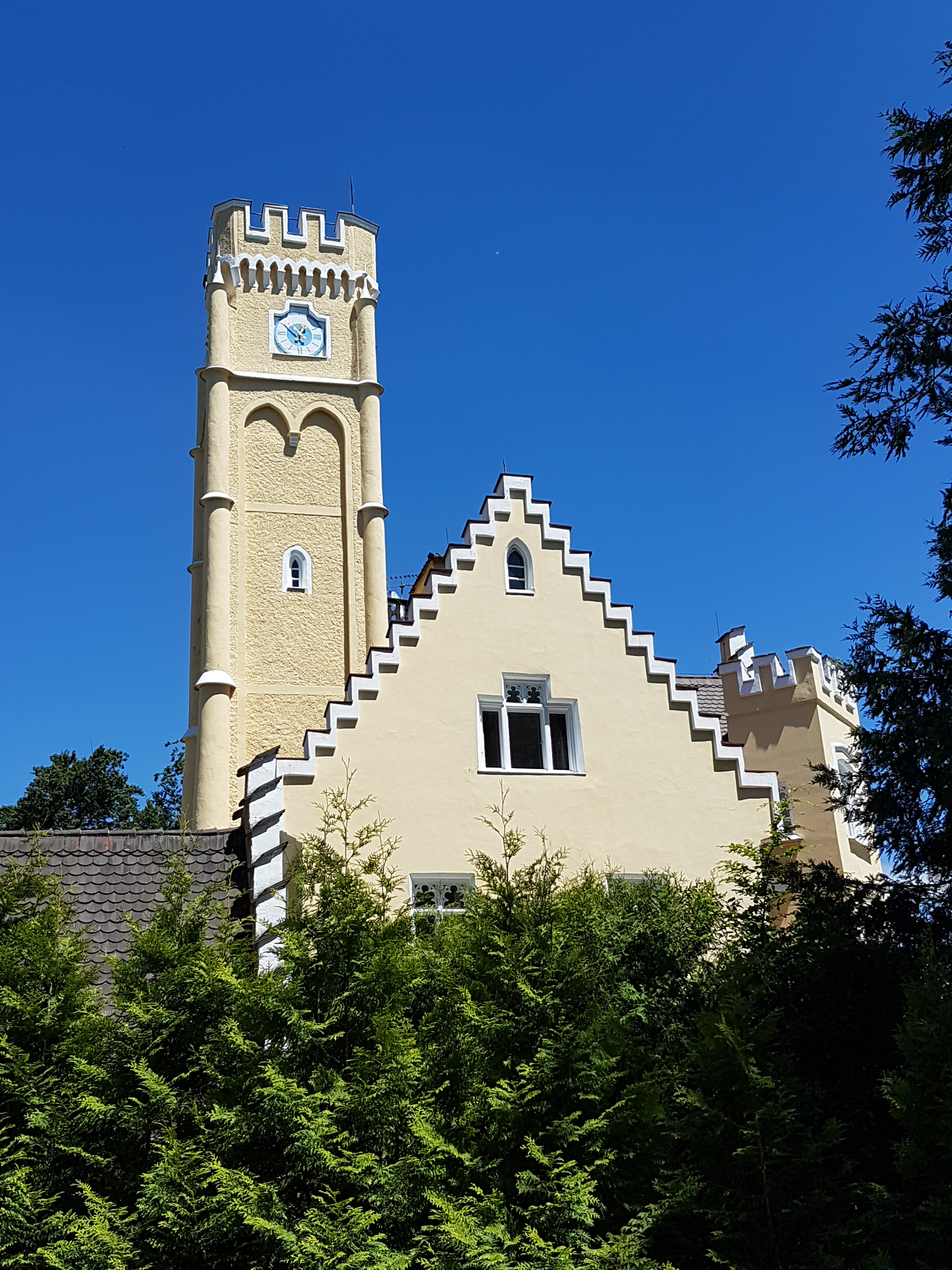
Das Fischerschlössl in Ebenhausen (Außenansicht)

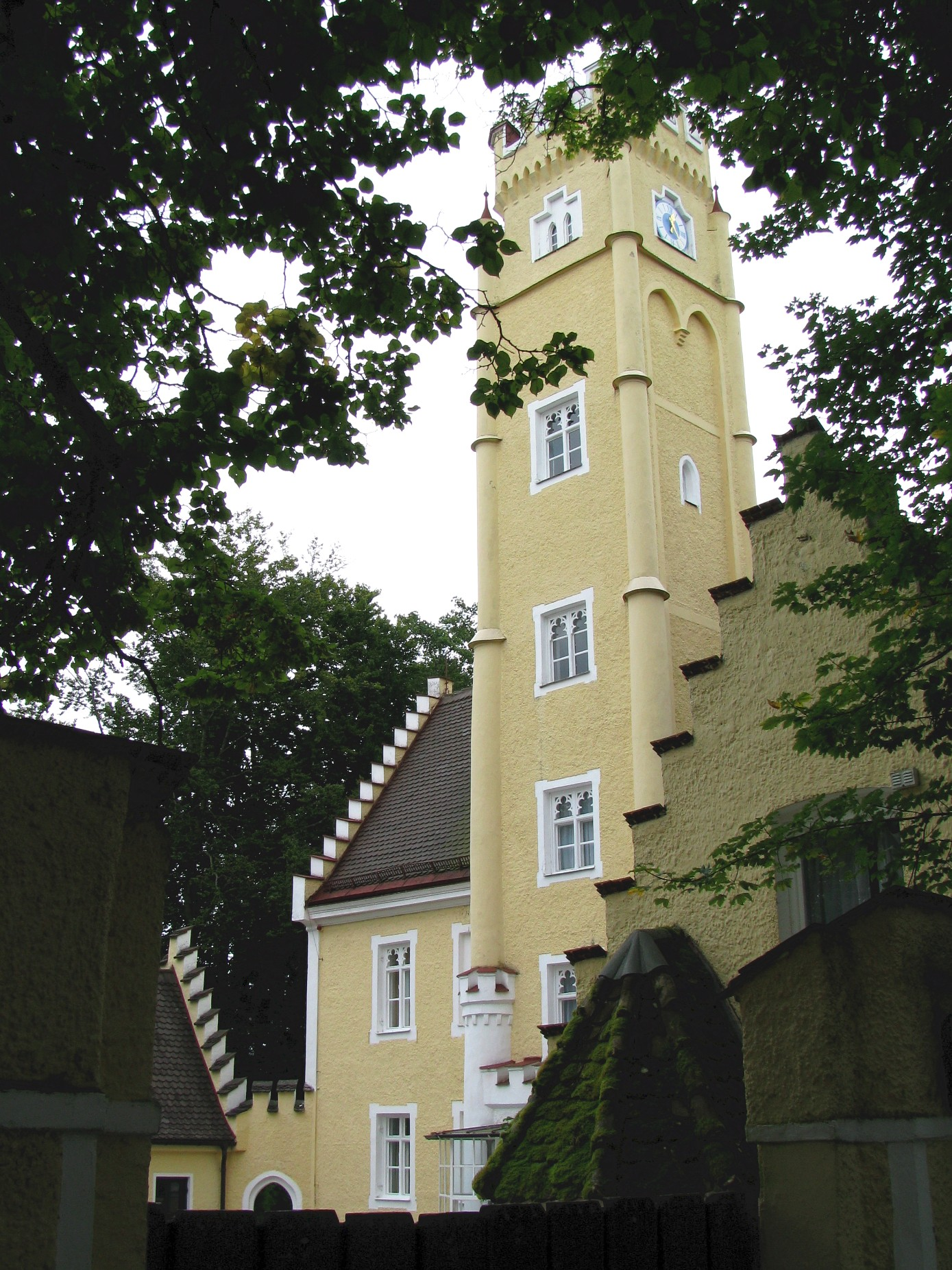
Seitenansicht des Fischerschlössls

Das Fischerschlössl, auch unter dem Namen Jagdschloss Ebenhausen bekannt, ist ein 1842 für Gottfried Fischer erbautes Baudenkmal in Ebenhausen in der Gemeinde Schäftlarn.

## Geschichte
1842 ließ Gottfried Fischer, ein wohlhabender Privatier, das Gebäude von dem Architekten Johann Moninger im historisierenden Stil errichten. Nach seinem Tod 1866 wurde es bis 1880 von seiner Witwe und seinen Kindern bewohnt, die es 1887 an Otto Graf von Rambaldi verkauften. 1909 wurde das Gebäude von Franz Rank umgebaut, zu diesem Zeitpunkt war es im Besitz eines Apollo Geiger. Das Gebäude wechselte in den Folgejahren noch mehrfach den Besitzer.

## Gebäude
Das Fischerschlössl ist historisierend im neugotischen Stil als Burg erbaut. Es verfügt über einen eingestellten Zinnenturm und zinnenbesetzte Eckerker. Das Gebäude ist ein dreigeschossiger Satteldachbau. Es gibt mehrere Nebengebäude sowie eine Mauer, die auch den Vorhof umfasst. Das Gebäude ist von einer Parkanlage umgeben, die durch ein ebenfalls neugotisches Parktor von der Poststraße her zugänglich ist.

## Rezeption in der Kunst
Das Fischerschlössl ist ein beliebtes Postkartenmotiv und wurde auch vielfach gemalt. Zu den bekanntesten Darstellungen gehört das Ölgemälde The Fischerschlösschen 1877 von Karl Roux.